# غاري كوك
غاري كوك (بالإنجليزية: Garry Cook)‏ هو منافس ألعاب قوى بريطاني، ولد في 10 يناير 1958 في ونزبري ‏ في المملكة المتحدة.

## وصلات خارجية
- غاري كوك على موقع الاتحاد الدولي لألعاب القوى (الإنجليزية)
- غاري كوك على موقع أوليمبيديا (الإنجليزية)